# Seznam evroposlancev iz Združenega kraljestva
Seznam evroposlancev iz Združenega kraljestva je krovni seznam.

## Seznami
- seznam evroposlancev iz Združenega kraljestva (1973-1979)
- seznam evroposlancev iz Združenega kraljestva (1979-1984)
- seznam evroposlancev iz Združenega kraljestva (1984-1989)
- seznam evroposlancev iz Združenega kraljestva (1989-1994)
- seznam evroposlancev iz Združenega kraljestva (1994-1999)
- seznam evroposlancev iz Združenega kraljestva (1999-2004)
- seznam evroposlancev iz Združenega kraljestva (2004-2009)
- seznam evroposlancev iz Združenega kraljestva (2009-2014)
- poimenski seznam evroposlancev iz Združenega kraljestva